# Магаджановский район
Магаджановский район — единица административного деления Актюбинского округа Казакской АССР, существовавшая в 1928—1930 годах. Центр — посёлок при станции Тамды.
Магаджановский район был образован в 1928 году в составе Актюбинского округа на базе Карахобдинской и Магаджановской волостей Актюбинского уезда Актюбинской губернии. В 1930 году район был упразднён, а его территория включена в Актюбинский район.